# Vrlika
Vrlika est une ville et une municipalité située en Dalmatie, dans le comitat de Split-Dalmatie, en Croatie. Au recensement de 2011, la ville comptait 828 habitants et la municipalité 2 177.

## Histoire
L'histoire connue de Vrlika commence au VIIe siècle quand les Croates migrèrent dans la région et formèrent un village sur les rives de la rivière Cetina en contrebas de la montagne Dinara. Au IXe siècle, l'église la plus ancienne de Croatie surmontée d'un beffroi fut construite dans cette vite et elle existe encore aujourd'hui. La culture de ces temps fut sous l'influence des Francs, comme l'indiquent les fouilles archéologiques sur cette période.
L'histoire médiéval de Vrlika se termina avec l'invasion faite par les Ottomans. Beaucoup des habitants partirent alors pour l'île Olib située dans la mer Adriatique.

## Localités
La municipalité de Vrlika compte 9 localités :
| - Garjak - Ježević - Koljane - Kosore - Maovice | - Otišić - Podosoje - Vinalić - Vrlika |

## Démographie
Au recensement de 2001, la municipalité comptait 2 705 habitants, dont 91,94 % de Croates et la ville seule comptait 959 habitants.

## Économie
La marque d'eau de source en bouteilles « Kristina » provient de cette ville.

## Tourisme

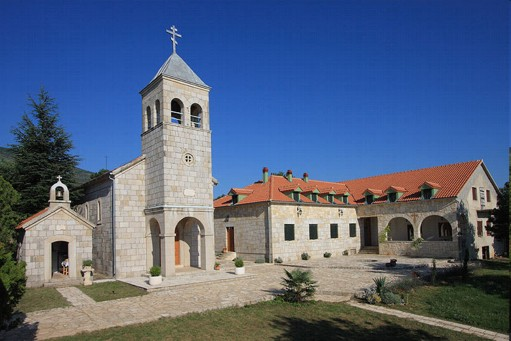
Le monastère de Dragović